# Јаго, љубимац жена
Јаго, љубимац жена (шп. Yago, pasión morena) аргентинска је теленовела, продукцијске куће Telefe, снимана 2001.
У Србији је приказивана током 2002. на телевизији СОС канал и 2006. на телевизији Кошава

## Синопсис
Јаго је 28-годишњи младић који је одрастао у џунгли. Очувао га је човек кога је Јаго сматрао својим оцем. Морена је згодна перуанка која је студирала у Њујорку и никада није имала среће у љубави. Другарица је позива да оду на одмор и том приликом упознаје Јага али на почетку њихов однос не функционише баш најбоље, јер су сувише различити. Она одлучује да оде у Буенос Ајрес да тражи свог деду, где почиње да ради у компанији Сиренио. Истовремено, Јаго сазнаје да човек који га је очувао није његов прави отац и да се његов отац презива Сиренио. Јаго креће у Буенос Ајрес да би пронашао своју праву породицу и у компанији Сиренио поново среће Морену…

## Улоге
| Глумац:             | Улога:                    |
| ------------------- | ------------------------- |
| Факундо Арана       | Јаго Валдез Фабио Сиренио |
| Ђанела Нејра        | Морена Гаљардо            |
| Ромина Гајетани     | Касандра Мелина           |
| Данијел Кузнијека   | Томас Салабери            |
| Норберто Дијаз      | Алдо Сиренио              |
| Хуан Карлос Дуал    | Љамита Франко Сиренио     |
| Сесилија Мареска    | Мерседес Гаљардо          |
| Лита Соријано       | Хосефина                  |
| Марио Аларкон       | Роберто Карденас          |
| Данијел Миглиоранза | Лусио Сиренио             |
| Раул Лавије         | Гардел                    |
| Луис Луке           | Рамон                     |
| Химена Фаси         | Лаура                     |
| Марсело Косентино   | Селсо                     |
| Карлос Нијето       | Глуви                     |
| Оскар Алегре        | Руфино                    |
| Анита Мартинез      | Луиса                     |
| Моника Газпио       | Елена Сиренио             |
| Гастон Софрити      | Матео Сиренио             |
| Хосе Паломино       | Адолфо Труеба             |
| Лилијана Ортега     | Хазмин                    |
| Едгардо Мореира     | Рејносо                   |
| Сесар Бернал        | Анибал                    |
| Роберто Катаринеу   | комесар Фрага             |
| Тони Вилас          | Кабуре                    |
| Мелина Гонзалез     | Росалија                  |
| Ектор Ф. Рубио      | Отац Атли                 |
| Роберта Касал       | Гриселда                  |
| Лилијана Симони     | Алехандра                 |
| Хуго Косианси       | доктор Вега               |
| Ана Марија Корес    | Сесилија                  |
| Карлос Бермехо      | комесар Рока              |
| Патрисија Кастељ    | Хасинта Риверо            |